# Championnat du Liban de football 2016-2017
Navigation
Saison précédente Saison suivante
La saison 2016-2017 du Championnat du Liban de football est la cinquante-septième du championnat de première division libanaise. Le championnat regroupe les douze meilleures formations du pays au sein d'une poule unique où elles s'affrontent deux fois, à domicile et à l'extérieur. En fin de saison, les deux derniers du classement sont relégués et remplacés par les deux meilleurs clubs de deuxième division.
C'est Al Ahed Beyrouth qui remporte le championnat cette saison après avoir terminé en tête du classement final avec neuf points d'avance sur Salam Zgharta et dix sur Nejmeh SC. Il s'agit du cinquième titre de champion du Liban de l'histoire du club.

## Les clubs participants
- Al-Ansar Club
- Safa Beyrouth
- Nejmeh SC
- Shabab Al Sahel
- Tripoli SC
- Al Ijtima'ih Tripoli
- Salam Zgharta
- Al Tadamon Tyr - Promu de D2
- Nabi Sheet
- Al Ahed Beyrouth
- Racing Club de Beyrouth
- Al Akha Ahly - Promu de D2

## Compétition

### Classement
| Rang | Équipe                  | Pts | J  | G  | N | P  | Bp | Bc | Diff |
| ---- | ----------------------- | --- | -- | -- | - | -- | -- | -- | ---- |
| 1    | Al Ahed Beyrouth        | 49  | 22 | 15 | 4 | 3  | 41 | 14 | +27  |
| 2    | Salam Zgartha           | 40  | 22 | 12 | 4 | 6  | 35 | 29 | +6   |
| 3    | Nejmeh SC               | 39  | 22 | 11 | 6 | 5  | 36 | 22 | +14  |
| 4    | Al-Ansar ClubC          | 32  | 22 | 9  | 5 | 8  | 35 | 40 | -5   |
| 5    | Nabi Sheet              | 31  | 22 | 9  | 4 | 9  | 26 | 24 | +2   |
| 6    | Safa BeyrouthT          | 30  | 22 | 8  | 6 | 8  | 32 | 32 | 0    |
| 7    | Al Tadamon TyrP         | 30  | 22 | 9  | 3 | 10 | 25 | 25 | 0    |
| 8    | Racing Club de Beyrouth | 30  | 22 | 8  | 6 | 8  | 26 | 30 | -4   |
| 9    | Al Akha AhlyP           | 29  | 22 | 9  | 2 | 11 | 35 | 37 | -2   |
| 10   | Tripoli SC              | 28  | 22 | 8  | 4 | 10 | 34 | 31 | +3   |
| 11   | Shabab Al Sahel         | 25  | 22 | 7  | 4 | 11 | 21 | 23 | -2   |
| 12   | Al Ijtima'ih Tripoli    | 8   | 22 | 2  | 2 | 18 | 21 | 60 | -39  |

|  | Qualification pour la Coupe de l'AFC 2018                              |
|  | Relégation en deuxième division                                        |
|  | T : Tenant du titre C : Vainqueur de la Coupe du Liban P : Promu de D2 |

## Bilan de la saison
| Championnat du Liban de football 2016-2017                        |                             |
| Champion                                                          | Al Ahed Beyrouth (5e titre) |
| Coupes et trophées                                                |                             |
| Vainqueur de la Coupe du Liban 2016-2017                          | Al-Ansar Club               |
| Qualifications continentales                                      |                             |
| Coupe de l'AFC 2018                                               | Al Ahed Beyrouth            |
| Coupe de l'AFC 2018                                               | Al-Ansar Club               |
| Promotions et relégations                                         |                             |
| Promus en Premier League                                          | Al Shabab Al Arabi          |
| Promus en Premier League                                          | Al Islah Al Bourj           |
| Relégués en Championnat du Liban de football de deuxième division | Shabab Al Sahel             |
| Relégués en Championnat du Liban de football de deuxième division | Al Ijtima'ih Tripoli        |